# 光子学

光子经过三稜鏡的折射

光子学（Photonics）是光學中有關光子相关研究的分支，包括光的产生、发射、传输、调变、信号处理、切换、放大及感测。。雖然光子學一詞常常使用，但有關光子學的明確定義，以及和其他相關學科（例如光學）的分界，還沒有廣泛的共識 。
光子學和量子電子學有密切的關係，量子電子學處理其理論的層面，而光子學處理其工程應用。光子学包括光从紫外线、可见光到远红外线之间所有频谱的应用。不过大部份的应用是在可见光及近红外线。
光子学一词是在六十年代初期，第一个实用的半导体光感测器发明后，以及七十年代光纤发展之后开始出现。
此領域也有專業組織的支援，像IEEE光子學會，進行光子學相關的研究、工程以及應用。

## 和其他領域的關係

### 經典光學
光子学和光学有密切關係。光量子化的發現是源自1905年阿尔伯特·爱因斯坦對光电效应的解釋，經典光學要比較這個早很多。光學工具包括折射的透镜，反射鏡，以及十五世紀到十九世紀發明的許多光學元件和設備。經典光學的重要理論，例如十七世紀發展的惠更斯-菲涅耳原理，十九世紀發展的馬克士威方程組和波動方程，都沒有用到光的量子特性。

### 現代光學
光子学和量子光学、光機械、電光學、光電工程和量子電子學有關。不過，每一個領域都有各自不同的著重點。量子光学強調基礎研究，而光子學強調應用研究以及開發。
光子学更多著重：
- 光的量子性質
- 利用光子進行信號處理旳潛力
- 光學的實務應用
- 和电子学的類比

光電工程著重在有電子和光學功能的設備或是電路，例如薄膜半導體設備。電光學（electro-optics）較早出現，特別強調非線性電子-光學交互作用的應用}}，像是應用泡克耳斯效应的體晶體調製器，也包括先進的影像感測器。